# Greg Cipes
Gregory Michael Cipes (Coral Springs, 4 gennaio 1980) è un attore e doppiatore statunitense.
È noto per il suo tipico accento della Florida e per aver doppiato Beast Boy in Teen Titans.

## Infanzia
Cipes è nato a Coral Spring, in California, il 4 gennaio del 1980, figlio unico di Robin Mrasek and Geoff Cipes. Appassionato di surf, ha vinto diverse competizioni, classificandosi terzo nella sezione di surfing giovanile e attirando l'attenzione di numerosi magazine e sponsor. Si trasferì a Los Angeles nel 2001 all'età di 21 anni inseguendo la propria vocazione di attore.

## Carriera
Conosciuto principalmente per aver doppiato Beast Boy nella serie animata televisiva Teen Titans e Kevin Levin in Ben 10, ha fatto numerose comparse sia in spot e sia programmi televisivi, partecipando ad esempio al reality show di MTV Twentyfourseven. Tra le serie tv a cui partecipato spiccano Gilmore Girls (Una mamma per amica), Deadwood, Ghost Whisperer, Bones, Roseanne's Nuts e The Middle.
Oltre all'impegno come attore, Cipes è attivo come cantante della band Cipes and the People di genere raggae e hip-hop.

## Vita privata
Vegetariano sin dall'età di 8 anni, nel 2009 è diventato vegano.
Appassionato di cani sin dall'infanzia, ne ha adottato uno al canile di Los Angeles, da cui afferma di non separarsi nemmeno nel corso dei suoi viaggi di lavoro.

## Filmografia parziale

### Attore

#### Cinema
- I'm Charlie Walker, regia di Patrick Gilles (2022)

#### Televisione
- Ghost Whisperer - Presenze (Ghost Whisperer) – serie TV, 3 episodi (2005-2007)
- Cold Case - Delitti irrisolti (Cold Case) - serie TV, episodio 4x05 (2006)
- Bones - serie TV, episodio 6x04 (2010)

### Doppiatore

#### Cinema
- Uno zoo in fuga (2006)
- Teen Titans Go! Vs. Teen Titans - film d'animazione (2019)

#### Televisione
- Teen Titans - serie animata, 63 episodi (2003-2006)
- Super Robot Monkey Team Hyperforce Go! - serie animata, 52 episodi (2004-2006)
- Ben 10 - Forza aliena - serie animata (2008-2010)
- Ben 10: Ultimate Alien - serie animata (2010-2012)
- Teen Titans Go! - serie animata, 393 episodi (2013-2023)
- Young Justice - serie animata, 26 episodi (2019-2022)

#### Videogiochi
- LEGO DC Super-Villains (2018)

## Doppiatori italiani
Nelle versioni in italiano dei suoi lavori, Greg Cipes è stato doppiato da:
- Flavio Aquilone in Ghost Whisperer - Presenze
- Andrea Mete in Cold Case - Delitti irrisolti
- Corrado Conforti in CSI: Miami
- Sacha De Toni in Bones
- Luca Mannocci in The Middle
- Massimo Triggiani in The Middle (ep. 2x04)

Da doppiatore è sostituito da:
- Gianluca Crisafi in Ben 10: Forza aliena, Ben 10: Ultimate alien
- Gabriele Patriarca in Teen Titans Go!, Teen Titans Go! Il film, Teen Titans (stagione 5)
- Simone D'Andrea in W.I.T.C.H.
- Leonardo Graziano in Teen Titans
- Davide Perino in Super Robot Monkey Team Hyperforce Go!
- Alessio Puccio in Uno zoo in fuga
- Gabriele Patriarca ne La legge di Milo Murphy
- Stefano Pozzi in Lego DC Super-Villains
- Stefano Brusa in Teenage Mutant Ninja Turtles (2012)